# Hrabstwo Sangamon
Hrabstwo Sangamon – hrabstwo w USA, w stanie Illinois, z liczbą ludności wynoszącą 197 465, według spisu z 2010 roku. Siedzibą administracji hrabstwa jest Springfield.

## Geografia
Według spisu hrabstwo zajmuje powierzchnię 2271 km², z czego 2249 km² stanowią lądy, a 23 km² (1,01%) wody.

### Miasta
- Auburn
- Leland Grove
- Springfield

### Wioski
- Berlin
- Buffalo
- Cantrall
- Chatham
- Clear Lake
- Curran
- Dawson
- Divernon
- Grandview
- Illiopolis
- Jerome
- Loami
- Mechanicsburg
- New Berlin
- Pawnee
- Pleasant Plains
- Riverton
- Rochester
- Sherman
- Southern View
- Spaulding
- Thayer
- Williamsville

### Sąsiednie hrabstwa
- Hrabstwo Menard – północ
- Hrabstwo Logan – północ
- Hrabstwo Macon – wschód
- Hrabstwo Christian – południowy wschód

Stan Illinois na mapie USA

- Hrabstwo Montgomery – południe
- Hrabstwo Macoupin – południe
- Hrabstwo Morgan – zachód
- Hrabstwo Cass – zachód

## Historia
Hrabstwo Monroe powstało w 1821 roku z terenów dwóch hrabstw: Madison i Bond. Swoją nazwę obrało po rzece Sangamon. Nazwa rzeki pochodzi od słowa Indianie plemienia Pottawatomie Sain-guee-mon co oznacza w wolnym przekładzie "miejsce obfite w pokarm"
Przed wybraniem na prezydenta Stanów Zjednoczonych, Abrahama Lincolna reprezentował on hrabstwo Sangamon w legislaturze Illinois a następnie w Izbie Reprezentantów. Lincoln był jednym z tych którzy wybrali na siedzibą władz hrabstwa miasto Springfield.

## Demografia
Według spisu z 2000 roku hrabstwo zamieszkuje 188 951 osób, które tworzą 78 722 gospodarstw domowych oraz 49 909 rodzin. Gęstość zaludnienia wynosi 84 osób/km². Na terenie hrabstwa jest 85 459 budynków mieszkalnych o częstości występowania wynoszącej 38 budynków/km². Hrabstwo zamieszkuje 87,42% ludności białej, 9,65% ludności czarnej, 0,21% rdzennych mieszkańców Ameryki, 1,10% Azjatów, 0,03% mieszkańców Pacyfiku, 0,38% ludności innej rasy oraz 1,21% ludności wywodzącej się z dwóch lub więcej ras, 1,06% ludności to Hiszpanie, Latynosi lub inni.
W hrabstwie znajduje się 78 722 gospodarstw domowych, w których 30,50% stanowią dzieci poniżej 18. roku życia mieszkający z rodzicami, 48,20% małżeństwa mieszkające wspólnie, 11,70% stanowią samotne matki oraz 36,60% to osoby nie posiadające rodziny. 31,00% wszystkich gospodarstw domowych składa się z jednej osoby oraz 10,60% żyje samotnie i ma powyżej 65. roku życia. Średnia wielkość gospodarstwa domowego wynosi 2,36 osoby, a rodziny 2,97 osoby.
Przedział wiekowy populacji hrabstwa kształtuje się następująco: 25,00% osób poniżej 18. roku życia, 8,10% pomiędzy 18. a 24. rokiem życia, 29,70% pomiędzy 25. a 44. rokiem życia, 23,70% pomiędzy 45. a 64. rokiem życia oraz 13,50% osób powyżej 65. roku życia. Średni wiek populacji wynosi 37 lat. Na każde 100 kobiet przypada 91,40 mężczyzn. Na każde 100 kobiet powyżej 18. roku życia przypada 87,30 mężczyzn.
Średni dochód dla gospodarstwa domowego wynosi 42 957 USD, a dla rodziny 53 900 dolarów. Mężczyźni osiągają średni dochód w wysokości 37 696 dolarów, a kobiety 28 814 dolarów. Średni dochód na osobę w hrabstwie wynosi 23 173 dolarów. Około 6,50% rodzin oraz 9,30% ludności żyje poniżej minimum socjalnego, z tego 12,70% poniżej 18. roku życia oraz 7,30% powyżej 65. roku życia.

## Religia

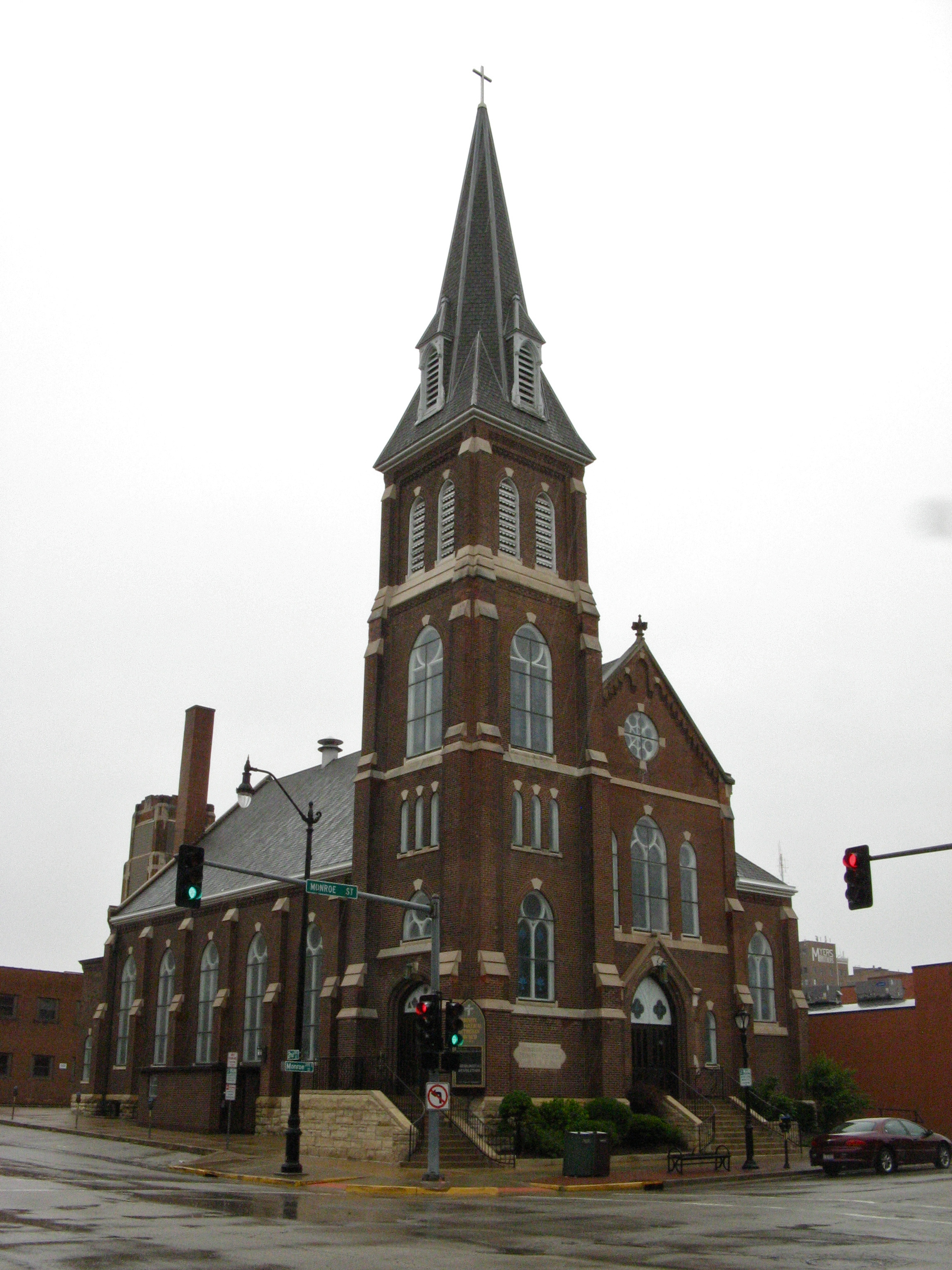
Kościół Ewangelicko–Luterański Trójcy w Springfield.

Członkostwo w organizacjach religijnych, które udostępniają swoje dane:
- protestanci ewangelikalni – 21,3%[2]:
  - zielonoświątkowcy – 5,0%
  - Kościoły Chrystusowe – 4,7%
  - Kościół Luterański Synodu Missouri – 3,9%
  - Południowa Konwencja Baptystów – 2,9%
- katolicy – 16,1%
- protestanci głównego nurtu – 11,6%:
  - Zjednoczony Kościół Metodystyczny – 5,7%
  - Kościół Ewangelicko-Luterański w Ameryce – 1,9%
  - Kościół Prezbiteriański USA – 1,7%
- historyczni czarni protestanci – 2,3%
- muzułmanie – 1,7%
- pozostali (w tym: mormoni – 0,8%, hinduiści – 0,46%, żydzi – 0,22%, unitarianie uniwersaliści – 0,15%, bahaiści – 0,06%).

Obecni są także świadkowie Jehowy (4 zbory), członkowie Zjednoczonego Kościoła Zielonoświątkowego (3 zbory) i wiele innych grup, które nie udostępniają swoich danych. 